# مقاطعة بيج (فيرجينيا)
 مقاطعة بيج  (بالإنجليزية:  Page County)‏ هي إحدى المقاطعات في ولاية فيرجينيا في الولايات المتحدة الأمريكية.